# Xanthorhoe plurimata
Xanthorhoe plurimata là một loài bướm đêm trong họ Geometridae.